# Štěpán II. Pálffy
Štěpán II. Pálffy z Erdődu (maďarsky Erdődi Pálffy II. István, červen 1585 nebo 1586, Bratislava – 29. května 1646, Vídeň) byl uherský šlechtic, dědičný pán Bratislavské župy, generál uherské lehké jízdy v císařské armádě, kapitán Bratislavského hradu, vrchní velitel Zadunají, strážce uherské koruny králů Matyáše II. a Ferdinanda II.

## Život
Narodil se v Prešpurku jako prvorozený syn polního maršála Mikuláše II. Pálffyho a jeho manželky Marie Magdaleny z německého rodu Fuggerů. Měl bratra Jana (1587–1646).
Jako prvorozený syn hraběcího rodu Erdődyů zdědil po otci titul významného vymřelého rodu Hederváryů a dědičného správce Bratislavské župy. V letech 1608-1625 byl strážcem svatoštěpánské koruny, po absenci korunovačních odznaků po dobu 75 let byl v roce 1608 korunován Matyáš II.
V roce 1626 se stal županem Zadunajského kraje, poté císařsko-královským komorníkem a radou. Za zásluhy mu v roce 1634 císař Ferdinand II. udělil hraběcí hodnost.
V červenci 1621 se svým vojskem utrpěl pořážku u Děvína a Zvolena v bitvě proti Gabrielu Betlenovi. Byl zajat a propuštěn teprve výměnou za obrovské výkupné 24 500 zlatých. 
Od roku 1639 sbíral jezdecké vojsko a stal se generálem uherské lehké jízdy v císařské armádě.
Po celý život byl stoupencem vídeňského dvora. Přátelil se s biskupem Petrem Pazmaněm a byl zastáncem protireformace a při šíření katolictví a získávání věřících se nevyhýbal násilným prostředkům. V mnoha případech si zástupci protestantstva stěžovali na jeho agresivní postupy na sněmu.
Mezitím se jeho zdravotní stav zhoršil a na základě své žádosti zaslané králi byl propuštěn z funkce vrchního kapitána okrajových hradů v hornické oblasti.
Jeho manželkou byla hraběnka Eva Zuzana z Puchheimu, s níž měl děti Mikuláše (IV.) a Marii, která se později stala manželkou hraběte Gabriela Erdődyho.
Štěpán II. Pálffy z Erdődu zemřel ve Vídni 29. května 1646, v týž den jako jeho matka a bratr Jan.